# 東北大学ホーネッツ
東北大学学友会アメリカンフットボール部（とうほくだいがくがくゆうかいアメリカンフットボールぶ、英語: Tohoku University American football team）は、東北大学学友会に所属する東北大学のアメリカンフットボールチームである。愛称は、東北大学ホーネッツ（英語: TOHOKU UNIV. HORNETS）。チーム名称のホーネッツ（Hornets）は、東北大学前身の旧制第二高等学校の校章であったスズメバチに由来している。東北学生アメリカンフットボール連盟所属。チームカラーはグリーン。各優勝回数は、2022年度までの結果である。

## 概要
国立大学のため、大学入学後からアメリカンフットボールを始める選手が大多数を占める。
出身地も全国各地（宮城県出身が多い傾向）、スポーツ経験も様々である。
東北の地から、初の甲子園ボウル出場を目指している。

## 歴史
- 2012年 第37回東北学生リーグ戦を制して、東北学生リーグ優勝（通算26回）。
- 2013年 第38回東北学生リーグ戦を制して、東北学生リーグ連覇（通算27回）。
- 2014年 第39回東北学生リーグ戦を制して、東北学生リーグ3連覇（通算28回）。
- 2015年 第40回東北学生リーグ戦を制して、東北学生リーグ4連覇（通算29回）。
- 2016年 第41回東北学生リーグ戦を制して、東北学生リーグ5連覇（通算30回）。
- 2017年 第42回東北学生リーグ戦を制して、東北学生リーグ6連覇（通算31回）。
- 2018年 第43回東北学生リーグ戦を制して、東北学生リーグ7連覇（通算32回）。
- 2019年 第44回東北学生リーグ戦を制して、東北学生リーグ8連覇（通算33回）。
- 2020年 第45回東北学生リーグ戦を制して、東北学生リーグ9連覇（通算34回）。
- 2021年 第46回東北学生リーグ戦を制して、東北学生リーグ10連覇（通算35回）を達成した。
- 2022年 第47回東北学生リーグ戦 Aブロックを全勝で制してブロック優勝、Bブロック優勝校の岩手大学バイソンズとの決勝戦を31-7で制し、東北学生リーグ11連覇（通算36回）。東北地区代表として、全日本大学アメリカンフットボール選手権（全日本大学選手権）に出場。1回戦（北日本大学王座決定戦 パインボウルと兼行）北海道大学ビッググリーン（北海道地区代表）戦に、17-7で勝利し、北日本大学王座となる。続く2回戦 中京大学イーグルス（中部地区代表）戦に、26-20（タイブレーク）で勝利した[2][3]。甲子園ボウル出場を賭けた、準決勝 早稲田大学ビッグベアーズ（関東地区代表）戦に、0-31で敗退し、シーズンを終えた[4]。

## 過去の部長・監督
【 部長 】大学教職員
- 1979−1996 平田満男
- 1997−2021 池尾恭一
- 2022−          斎藤芳郎

【 監督 】
- 1979−1981 田中一
- 1982−1983 佐藤圭一
- 1984−1994 平田満男
- 1995−2006 永野信広
- 2007−2010 加藤洋
- 2011−2017 遠藤隆正
- 2018− 萩山竜馬

## 定期戦
定期戦（2022年 現在）
- 北海道大学ビッググリーン
- 横浜国立大学マスティフス

定期戦（過去）
- 筑波大学エクスキャリバーズ